# Emoni Bates

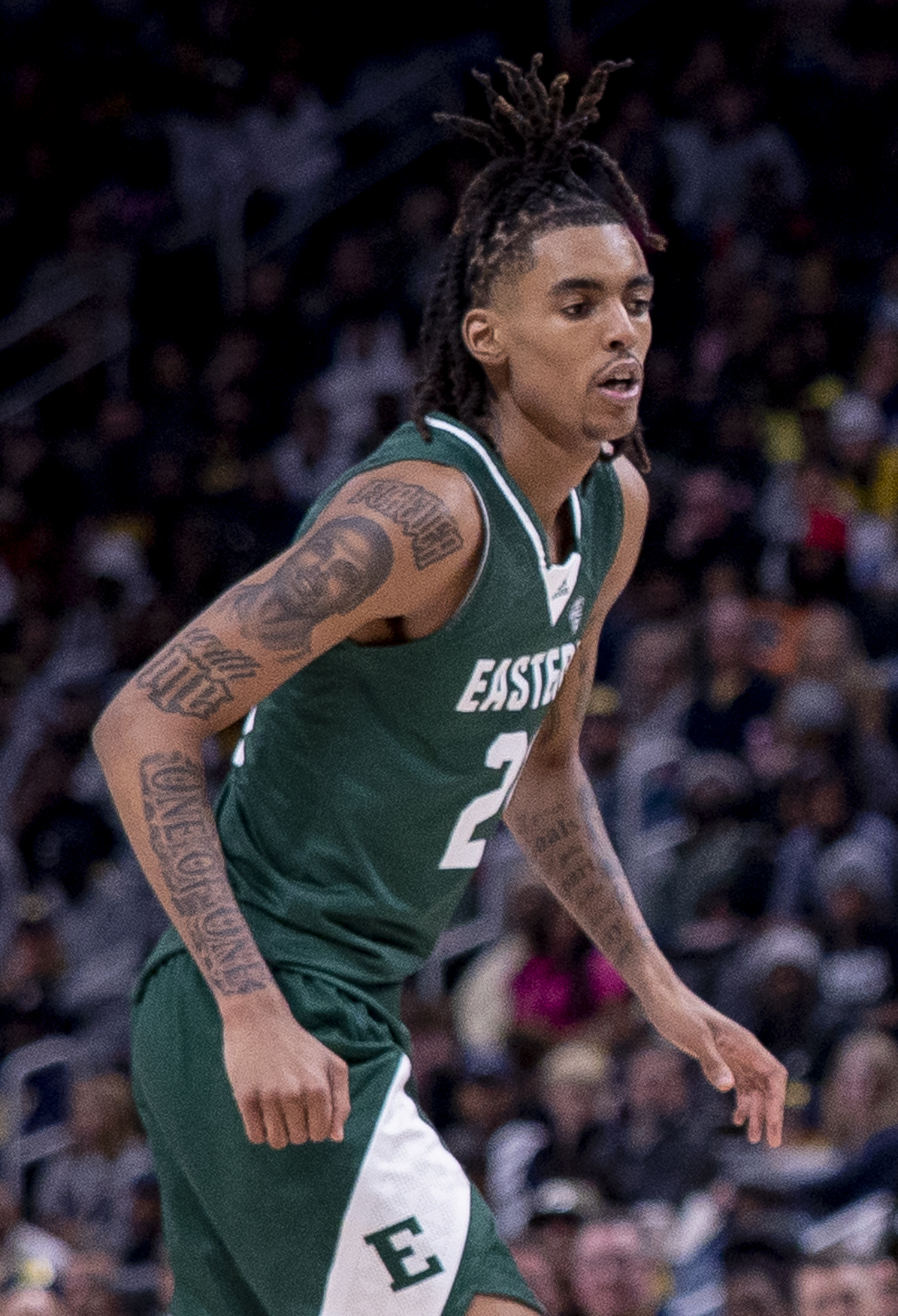
Emoni Bates, 2022.

Emoni James-Wayne Bates, född 28 januari 2004 i Ann Arbor i Michigan, är en amerikansk professionell basketspelare (SF) som spelar för Cleveland Cavaliers i National Basketball Association (NBA).
Han draftades av Cleveland Cavaliers i andra rundan i 2023 års draft som 49:e spelare totalt.
Innan Bates blev proffs studerade han först vid University of Memphis och spelade för deras idrottsförening Memphis Tigers. Bates blev senare överförd till Eastern Michigan University för spel i Eastern Michigan Eagles.